# Storbritannien i olympiska vinterspelen 1948
Storbritannien deltog med 55 deltagare vid de olympiska vinterspelen 1948 i Sankt Moritz. Totalt vann de två bronsmedaljer.

## Medaljer

### Brons
- Jeannette Altwegg - Konståkning.
- John Crammond - Skeleton.